# Leichtathletik-Europameisterschaften 1969/100 m der Männer

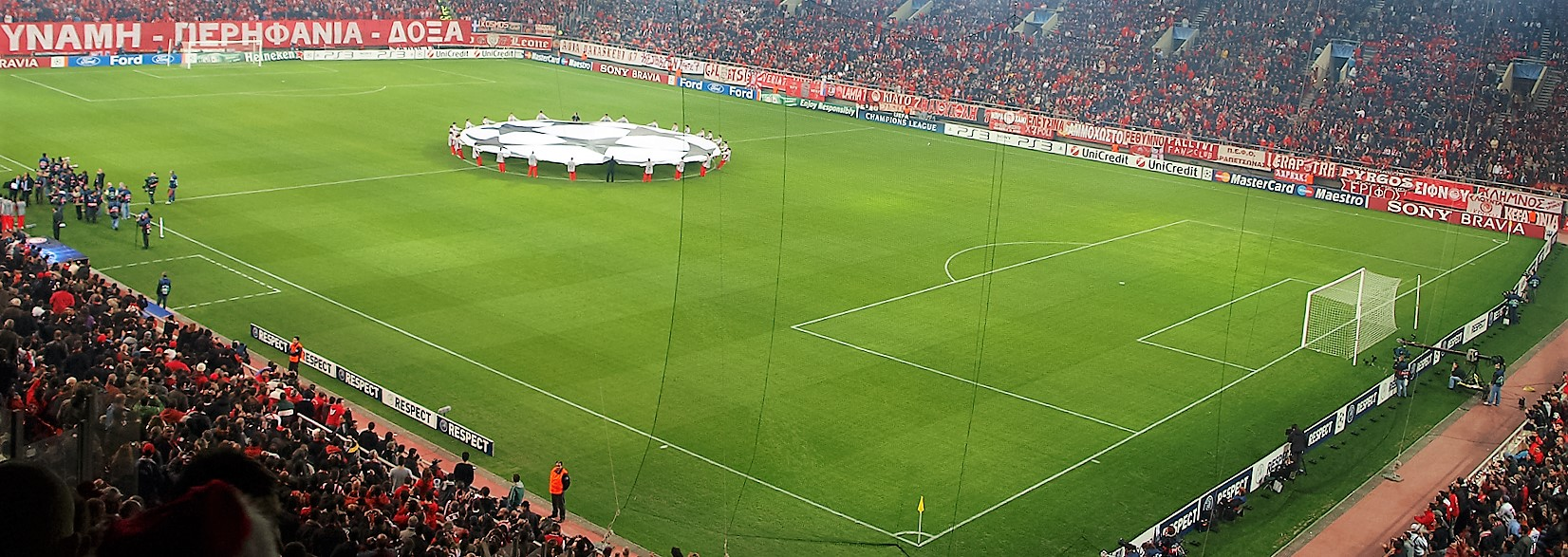
Das Karaiskakis-Stadion im Jahr 2009

Der 100-Meter-Lauf der Männer bei den Leichtathletik-Europameisterschaften 1969 wurde am 16. und 17. September 1969 im Athener Karaiskakis-Stadion ausgetragen.
Europameister wurde der sowjetische Sprinter Walerij Borsow. Er gewann vor dem Franzosen Alain Sarteur. Bronze ging an den Schweizer Philippe Clerc, der drei Tage später den 200-Meter-Lauf gewann.

## Bestehende Rekorde
| Weltrekord   | 9,9 s  | Jim Hines        | Sacramento, USA                                         | 20. Juni 1968      |
| Weltrekord   | 9,9 s  | Ronnie Ray Smith | Sacramento, USA                                         | 20. Juni 1968      |
| Weltrekord   | 9,9 s  | Charles Greene   | Sacramento, USA                                         | 20. Juni 1968      |
| Weltrekord   | 9,9 s  | Jim Hines        | OS Mexiko-Stadt, Mexiko                                 | 14. Oktober 1968   |
| Europarekord | 10,0 s | Armin Hary       | Zürich, Schweiz                                         | 21. Juni 1960      |
| Europarekord | 10,0 s | Roger Bambuck    | Sacramento, USA (Vorlauf)                               | 20. Juni 1968      |
| Europarekord | 10,0 s | Roger Bambuck    | Sacramento, USA (Halbfinale)                            | 20. Juni 1968      |
| Europarekord | 10,0 s | Wladislaw Sapeja | Leningrad, Sowjetunion (heute St. Petersburg, Russland) | 20. Juli 1968      |
| Europarekord | 10,0 s | Wladislaw Sapeja | Leninakan, Sowjetunion (heute Gjumri, Armenien)         | 15. August 1968    |
| Europarekord | 10,0 s | Walerij Borsow   | Kiew, Sowjetunion (heute Ukraine)                       | 18. August 1969    |
| EM-Rekord    | 10,3 s | Marian Foik      | EM Belgrad, Jugoslawien                                 | 12. September 1962 |
| EM-Rekord    | 10,3 s | Peter Gamper     | EM Belgrad, Jugoslawien                                 | 12. September 1962 |
| EM-Rekord    | 10,3 s | Alfred Hebauf    | EM Belgrad, Jugoslawien                                 | 12. September 1962 |

Anmerkung: Die bisher bei Europameisterschaften schnellste elektronisch gestoppte Zeit – die Siegerzeit des Europameisters von 1958 Armin Hary im Finale am 20. August 1958 mit 10,35 s – ist als Meisterschaftsrekord inoffiziell. Harys Zeit blieb auch bei den Europameisterschaften 1969 unerreicht.
Der bestehende Meisterschaftsrekord wurde bei diesen Europameisterschaften nicht erreicht. Die Rennen fanden allesamt bei starken Gegenwinden statt, sodass schnelle Zeiten nicht möglich waren. Die schnellste offizielle Zeit von 10,4 s wurde im Finale bei einem Gegenwind von 2,7 m/s erzielt. Die beiden Erstplatzierten dieses Rennens – der sowjetische Europameister Walerij Borsow und der französische Silbermedaillengewinner Alain Sarteur liefen diese 10,4 s und blieben damit eine Zehntelsekunde über dem offiziellen Meisterschaftsrekord. Zum Europarekord fehlten ihn vier, zum Weltrekord fünf Zehntelsekunden.

## Vorrunde
16. September 1969, 17.50 Uhr
Die Vorrunde wurde in vier Läufen durchgeführt. Die ersten vier Athleten pro Lauf – hellblau unterlegt – qualifizierten sich für das Halbfinale.

### Vorlauf 1

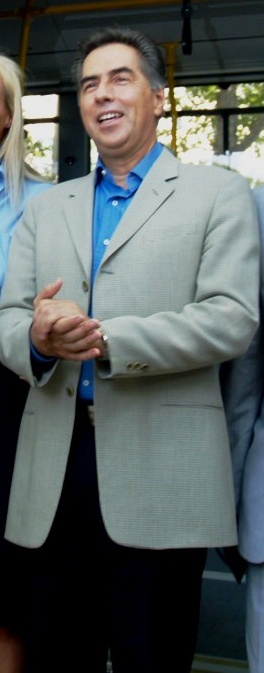
Platz sechs in seinem Vorlauf reichte Vasilis Papageorgopoulos (hier als Politiker im Jahr 2009) diesmal noch nicht für das Halbfinale

Wind: −3,2 m/s
| Platz | Name                     | Nation         | Zeit (s) |
| ----- | ------------------------ | -------------- | -------- |
| 1     | Walerij Borsow           | Sowjetunion    | 10,7     |
| 2     | Hansruedi Wiedmer        | Schweiz        | 10,8     |
| 3     | Hans-Jürgen Bombach      | DDR            | 10,8     |
| 4     | Ronald Jones             | Großbritannien | 10,9     |
| 5     | Ivica Karasi             | Jugoslawien    | 11,0     |
| 6     | Vasilis Papageorgopoulos | Griechenland   | 11,0     |
| 7     | Godwin Zammit            | Malta          | 11,8     |

### Vorlauf 2
Wind: −3,3 m/s
| Platz | Name           | Nation           | Zeit (s) |
| ----- | -------------- | ---------------- | -------- |
| 1     | Hermann Burde  | DDR              | 10,7     |
| 2     | René Metz      | Frankreich       | 10,8     |
| 3     | Barrie Kelly   | Großbritannien   | 10,8     |
| 4     | Ossi Karttunen | Finnland         | 10,8     |
| 5     | Tadeusz Cuch   | Polen            | 10,9     |
| 6     | Ladislav Kříž  | Tschechoslowakei | 11,0     |
| 7     | Paul Poels     | Belgien          | 11,0     |

### Vorlauf 3
Wind: −1,2 m/s
| Platz | Name             | Nation           | Zeit (s) |
| ----- | ---------------- | ---------------- | -------- |
| 1     | Alain Sarteur    | Frankreich       | 10,6     |
| 2     | Peter Haase      | DDR              | 10,7     |
| 3     | Luděk Bohman     | Tschechoslowakei | 10,8     |
| 4     | Wladislaw Sapeja | Sowjetunion      | 10,8     |
| 5     | Don Halliday     | Großbritannien   | 10,8     |
| 6     | Orhan Aydın      | Türkei           | 11,0     |

### Vorlauf 4
Wind: −4,5 m/s
| Platz | Name                | Nation           | Zeit (s) |
| ----- | ------------------- | ---------------- | -------- |
| 1     | Philippe Clerc      | Schweiz          | 10,7     |
| 2     | Zenon Nowosz        | Polen            | 10,7     |
| 3     | Gérard Fenouil      | Frankreich       | 10,8     |
| 4     | Alexander Lebedew   | Sowjetunion      | 10,8     |
| 5     | Dionýz Szögedi      | Tschechoslowakei | 10,9     |
| 6     | Axel Nepraunik      | Österreich       | 10,9     |
| 7     | Ole Bernt Skarstein | Norwegen         | 11,0     |
| 8     | Anders Faager       | Schweden         | 12,4     |

## Halbfinale
16. September 1969, 19.50 Uhr
In den beiden Halbfinalläufen qualifizierten sich die jeweils ersten vier Athleten – hellblau unterlegt – für das Finale.

### Lauf 1
Wind: −2,3 m/s
| Platz | Name                | Nation           | Zeit (s) |
| ----- | ------------------- | ---------------- | -------- |
| 1     | Philippe Clerc      | Schweiz          | 10,5     |
| 2     | Walerij Borsow      | Sowjetunion      | 10,5     |
| 3     | René Metz           | Frankreich       | 10,5     |
| 4     | Peter Haase         | DDR              | 10,6     |
| 5     | Luděk Bohman        | Tschechoslowakei | 10,6     |
| 6     | Hans-Jürgen Bombach | DDR              | 10,7     |
| 7     | Ossi Karttunen      | Finnland         | 10,7     |
| 8     | Ronald Jones        | Großbritannien   | 10,8     |

### Lauf 2
Wind: −3,1 m/s
| Platz | Name              | Nation         | Zeit (s) |
| ----- | ----------------- | -------------- | -------- |
| 1     | Alain Sarteur     | Frankreich     | 10,6     |
| 2     | Hermann Burde     | DDR            | 10,6     |
| 3     | Gérard Fenouil    | Frankreich     | 10,6     |
| 4     | Barrie Kelly      | Großbritannien | 10,6     |
| 5     | Zenon Nowosz      | Polen          | 10,6     |
| 6     | Hansruedi Wiedmer | Schweiz        | 10,7     |
| 7     | Alexander Lebedew | Sowjetunion    | 10,8     |
| 8     | Wladislaw Sapeja  | Sowjetunion    | 10,8     |

## Finale

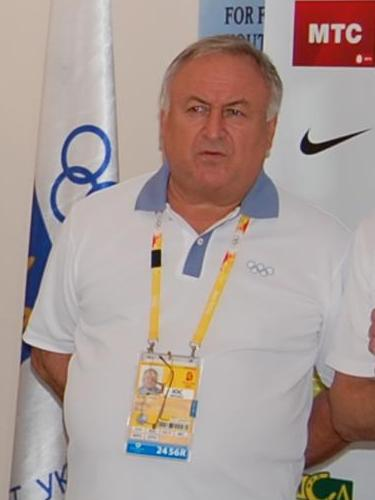
Europameister Waleri Borsow (hier im Jahr 2012) –1972 Doppelolympiasieger über 100 und 200 Meter

17. September 1969, 18.00 Uhr
Wind: −2,7 m/s
| Platz | Name           | Nation         | Offizielle Zeit (s) handgestoppt | Inoffizielle Zeit (s) elektronisch |
| 1     | Walerij Borsow | Sowjetunion    | 10,4                             | 10,49                              |
| 2     | Alain Sarteur  | Frankreich     | 10,4                             | 10,50                              |
| 3     | Philippe Clerc | Schweiz        | 10,5                             | 10,56                              |
| 4     | Gérard Fenouil | Frankreich     | 10,7                             | 10,71                              |
| 5     | Hermann Burde  | DDR            | 10,7                             | 10,72                              |
| 6     | Barrie Kelly   | Großbritannien | 10,7                             | 10,77                              |
| 7     | Peter Haase    | DDR            | 10,7                             | 10,84                              |
| DNS   | René Metz      | Frankreich     |                                  |                                    |

## Videolinks
- 10.49 -2.7 Valeriy BORZOV 100m European Athletics Championships Athens 17.09.1969 Colour, youtube.com, abgerufen am 20. Juli 2022
- ATENE 1969 100.avi, youtube.com, abgerufen am 20. Juli 2022